# Kaple Božího milosrdenství (Litoměřice)
Kaple Božího Milosrdenství je oratorium, které se nachází v Zahradnické ulici 4 v Litoměřicích v Domově pro seniory provozovaném Charitou Litoměřice.

## Historie

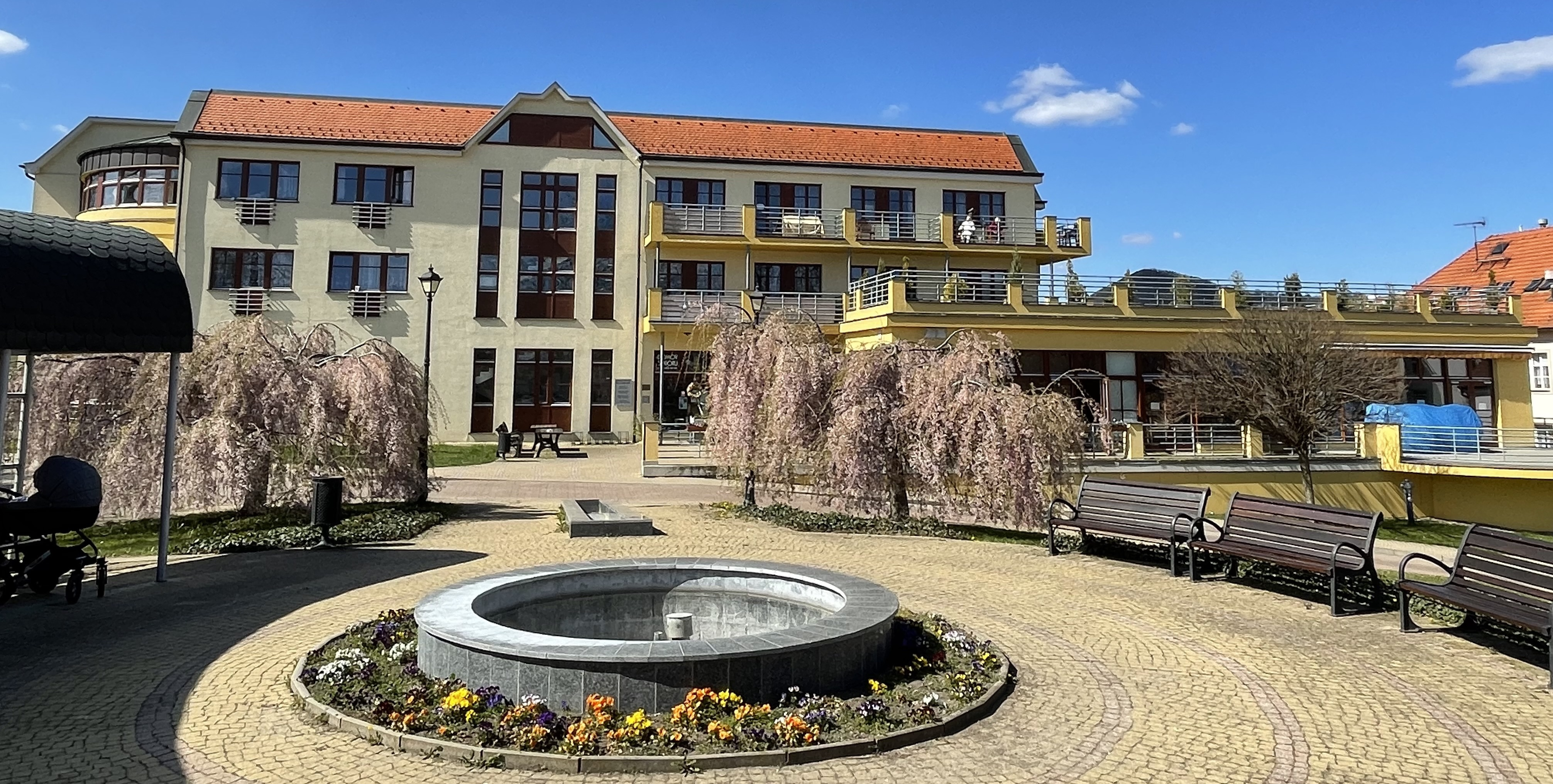
Domov na Dómském pahorku

Kaple (oratoř) je součástí Domova na Dómském pahorku. Jedná se o dům pro seniory, kteří potřebují sociální péči a bez pomoci jiných osob nemohou žít samostatně ve své domácnosti. Kaple byla požehnána 26. května 2010 a slouží jak obyvatelům domova, tak i návštěvníkům. Bohoslužby se v ní konají pravidelně.